# Podlipa (gmina Žužemberk)
Podlipa – wieś w Słowenii, w gminie Žužemberk. W 2018 roku liczyła 43 mieszkańców.